# Villeneuve-sur-Fère
Villeneuve-sur-Fère é uma comuna francesa na região administrativa de Altos da França, no departamento de Aisne. Estende-se por uma área de 10,3 km². Em 2010 a comuna tinha 294 habitantes (densidade: 28,5 hab./km²).